# 순천주암중학교
순천주암중학교(順天住岩中學校)는 대한민국 전라남도 순천시 주암면 창촌리에 있는 공립 중학교이다.

## 학교 연혁
- 1952년 1월 27일 : 주암중학교 6학급 설립 인가
- 1952년 3월 15일 : 주암중학교 개교
- 1952년 3월 15일 : 초대 서병렬 교장 취임
- 1995년 4월 24일 : 순천주암중학교 교명 변경
- 2023년 3월 1일 : 제32대 심우상 교장 부임
- 2024년 1월 9일 : 제71회 11명 졸업(총 11,356명)

## 참고 자료
- 순천주암중학교 - 한국교육학술정보원 학교알리미